# Толкователи
«Толкователи» (англ. The Telling) — фантастический роман американской писательницы Урсулы Ле Гуин, относящийся к Хайнскому циклу, удостоенный премии Локус в 2001-м году. За основу книги взята современная история Тибета в период китайского правления, на что в тексте есть многочисленные намёки и указания.